# 津村禮次郎
津村 禮次郎（つむら れいじろう、1942年 - ）は、シテ方観世流の能楽師。二松學舍大学文学部特任教授。観世流緑泉会代表、重要無形文化財「能楽」保持者（総合認定）、福岡県出身。

## 略歴
1942年福岡県北九州市生まれ。1960年福岡県立八幡高等学校卒業、1963年能「花月」初シテ、翌年一橋大学経済学部卒業、1969年一橋大学社会学部卒業。在学中に一橋観世会で女流能楽師の津村紀三子に師事し、能楽師の道を志す。卒業の後は先代観世喜之に師事する。1967年4月日蓮宗本山海光山佛現寺において出家得度（板垣日応上人門弟）し、同年8月に身延山信行道場を修了し僧籍を取得する。同年師の津村紀三子の養子となる。1970年観世流師範 、1971年能「道成寺」初演。1974年津村紀三子の死去により津村が主宰した緑泉会を継承する。1979年 弟子である作家の林望氏との構想で、市民有志とともに地元小金井市の都立小金井公園にて【小金井薪能】を開催。多摩地区で初めての薪能であり、以降現在まで43年間続けられている。1991年重要無形文化財「能楽」の保持者に認定（日本能楽会会員としての総合認定）。古典能の公演のほか指導者として若手の育成につとめ二松學舍大学文学部教授としてその指導にあたる。また海外公演を精力的に行うほか、西洋音楽作曲家やオペラ歌手との共同制作上演や、現代演劇とのコラボレーションなど新境地の開拓を行う。

## 著書
- 『能がわかる100のキーワード』 小学館、2001年

## 共編著
- 『能狂言図典』共著、小学館
- 『あまネコと一緒に劇場へ行こう!』共著、ネット武蔵野、2009年
- 『舞幻』森田拾史郎共著、ビイングネットプレス、2010年